# Exmouth Gulf
Exmouth Gulf är en bukt i Australien. Den ligger i delstaten Western Australia, omkring 1 100 kilometer norr om delstatshuvudstaden Perth.